# Alison Elliott
Alison Elliott (* 19. Mai 1970 in San Francisco, Kalifornien) ist eine US-amerikanische Schauspielerin.

## Leben und Leistungen
Elliott lebte als Kind einige Jahre in Tokio. Nach der Rückkehr nach San Francisco besuchte sie eine High School mit Kunstprofil. Seit dem Alter von 14 Jahren arbeitete sie als Fotomodell.
Elliott debütierte als Schauspielerin im Jahr 1989 in der Fernsehserie Wer ist hier der Boss? in der Folge Sam in der Modelagentur. In der Komödie Immer Ärger um Dojo spielte sie an der Seite von Thora Birch, Harvey Keitel und Mimi Rogers. Im Filmdrama Wings of the Dove – Die Flügel der Taube spielte sie die Rolle der vermögenden Amerikanerin Millie Theale, die von ihrer Freundin Kate Croy (Helena Bonham Carter) zur Heirat mit derer Liebhaber Merton Densher (Linus Roache) bewogen werden soll. Für diese Rolle gewann sie im Jahr 1998 den Dallas-Fort Worth Film Critics Association Award und den Las Vegas Film Critics Society Award sowie wurde für den Screen Actors Guild Award nominiert. 
Im Filmdrama Red Betsy übernahm Elliott eine der Hauptrollen. Im Filmdrama Birth (2004) war sie an der Seite von Nicole Kidman zu sehen. In der Komödie Griffin & Phoenix spielte sie neben Amanda Peet und Dermot Mulroney eine der größeren Rollen.

## Filmografie (Auswahl)
- 1989: Wer ist hier der Boss? (Who's the Boss?, Fernsehserie, Folge 5x19 Sam in der Modelagentur)
- 1991: Pretty Hattie’s Baby
- 1994: Immer Ärger um Dojo (Monkey Trouble)
- 1994: Wyatt Earp – Das Leben einer Legende (Wyatt Earp)
- 1996: Die Geschichte vom Spitfire Grill (The Spitfire Grill)
- 1997: Wings of the Dove – Die Flügel der Taube (The Wings of the Dove)
- 2000: The Miracle Worker – Wunder geschehen (The Miracle Worker)
- 2003: Red Betsy
- 2003: Emergency Room – Die Notaufnahme (ER, Fernsehserie, Folge 10x05)
- 2003: Gefangene der Zeit (A Wrinkle in Time)
- 2004: Birth
- 2006: Griffin & Phoenix
- 2007: Die Ermordung des Jesse James durch den Feigling Robert Ford (The Assassination of Jesse James by the Coward Robert Ford)
- 2015: Counting for Thunder
- 2016: Rage (The Phenom)
- 2017: Jahrhundertfrauen (20th Century Women)